# World Naked Bike Ride

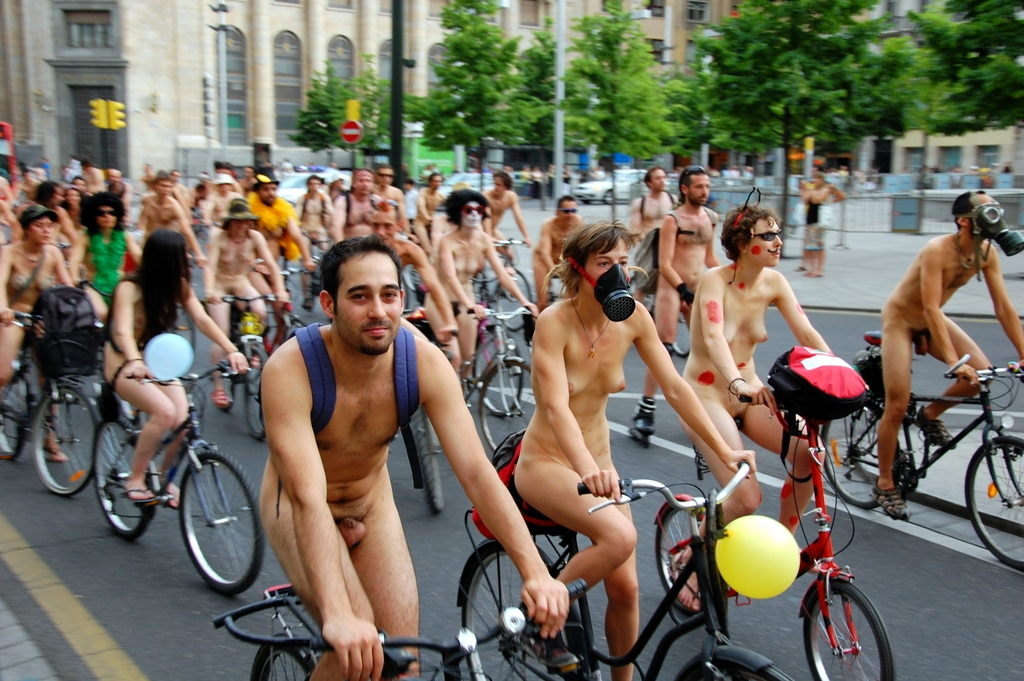
World Naked Bike Ride, Zaragoza, Španělsko

World Naked Bike Ride (WNBR) je mezinárodní nudistické setkání cyklistů. WNBR se koná od roku 2001 každý rok během letních měsíců. Koná se v mnoha městech celého světa, přičemž největší „ride“ se pořádá v Londýně, první se konalo v Zaragoze ve Španělsku.

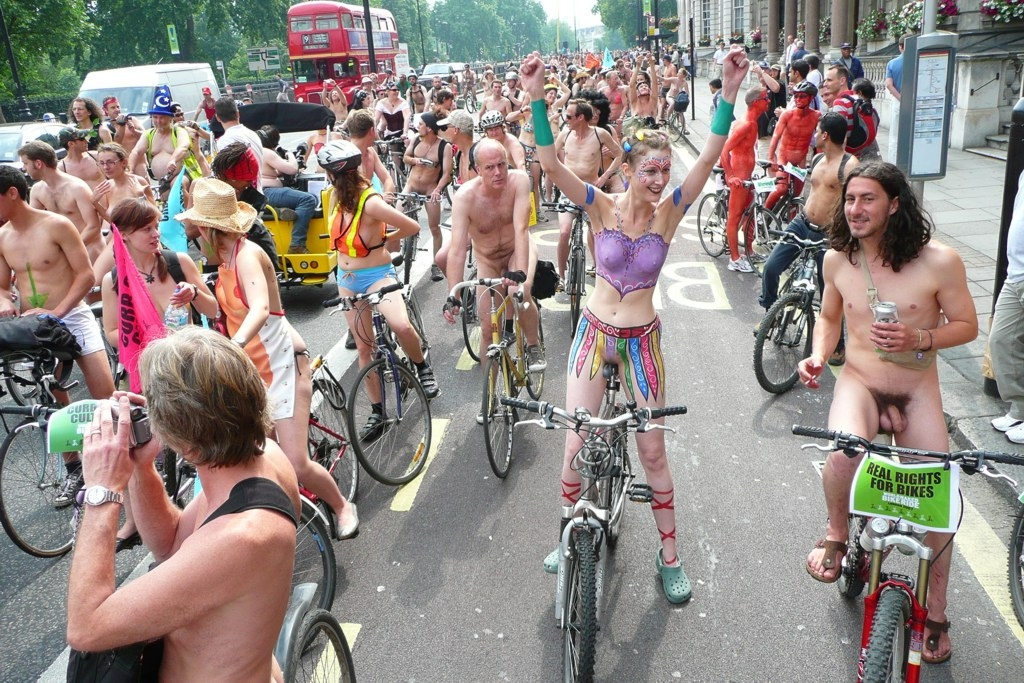
World Naked Bike Ride, Londýn, 9. červenec 2009

Vedle zábavy má shromáždění také politický akcent: cyklistika má být atraktivním dopravním prostředkem ve městech a má být podporována, za další má veřejná nahota najít toleranci a akceptanci ve většinové společnosti. Klade se přitom důraz na osobní svobodu a volbu.
Mimo jízdu na kole jsou na setkání vítáni i ostatní nemotorizovaní účastníci, jako pěší, skateboardisti, kolečkoví bruslaři atd. Nahota pro účast není závazná. Poselství „přijď tak nahý, nakolik se cítíš,“ vyjadřuje touhu po možnosti se volně pohybovat bez omezování osobní svobody své i ostatních, a přispět k pozitivní atmosféře ve městech. Současně i symbolicky poukazuje na zranitelnost nemotorizovaných účastníků provozu.